# Vasile Popescu
Vasile Popescu (ur. 10 maja 1925 w Bukareszcie, zm. w 2003) – rumuński koszykarz. Reprezentant kraju na igrzyskach olimpijskich w 1952 w Helsinkach. Na igrzyskach olimpijskich zagrał w obu meczach i zdobył w nich po 5 punktów.